# رود سالادو (بوئنوس آیرس)
رود سالادو یا سالادو دل سور (سالادوی جنوبی) (اسپانیایی: Río Salado‎) رودی واقع در شمال استان بوئنوس آیرس در آرژانتین است. حوضه آبریز این رود ۱۷۰۰۰۰ کیلومتر مربع است که بیش از نیمی از مساحت استان و نیز جمعیت یک میلیون نفر را در بر می‌گیرد. بارش سالانه در حوضه رود ۲۰۰۰ میلیمتر است که اغلب موجب بروز سیل در مناطق کم ارتفاع می‌شود.
این رود از دریاچه ال کانیار در مرز استان سانتا فه سرچشمه می‌گیرد و پس از طی ۶۴۰ کیلومتر به سمت جنوب شرق از طریق خلیج سامبورومبون (در ۱۷۰ کیلومتری جنوب بوئنوس آیرس) به اقیانوس اطلس می‌ریزد. رود در سر راه خود از نواحی مردابی و هم چنین از شهرهای هونین، روکه پرز و خنرال بلگرانو گذر می‌کند.